# Огораживания

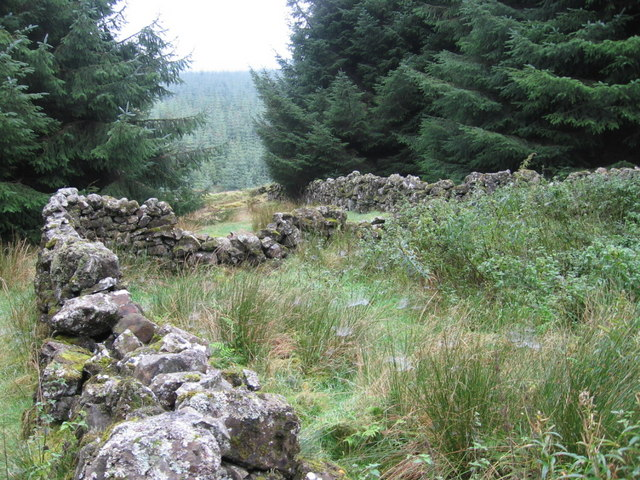
Ограждение (enclosure), за которым начиналось пастбище

Огора́живания (англ. enclosure, inclosure) — насильственная ликвидация общинных земель и обычаев в Европе на раннем этапе развития капитализма. Данная практика приводила к обнищанию сельского населения и его выселению в города, обезлюдевшие сельскохозяйственные угодья отдавались под выпас скота. Наибольшего размаха огораживания достигли в Британии в XV—XIX веках. В меньшей степени характерны для Германии, Нидерландов и Франции. Марксизм относит огораживания к проявлениям первоначального накопления капитала.

## В Англии
С развитием английской суконной промышленности при Тюдорах XV—XVI веков и ростом цен на шерсть особое значение приобрели пастбища, которые изымались землевладельцами-лордами у крестьян (переводились в домен) и сдавались внаём фермерам. Возможность такого изъятия земли была обусловлена особенностями земельной собственности в Англии, — основная масса пахотной земли находилась в руках дворян, церкви и короны.
Большинство английских крестьян не обладало правом собственности на свои земельные наделы. Свободные держатели — фригольдеры — платили лордам за земельные участки незначительную ренту и имели право свободно распоряжаться ими. Но фригольдеры составляли меньшую часть английского крестьянства, его большинство состояло из копигольдеров — выкупивших в прошлом свою свободу вилланов. Условия держания копигольда были зафиксированы ещё в XIV—XV вв., во время освобождения крестьян от крепостной зависимости, и стали обычаем манора, копигольдер был лишь наследственным или пожизненным держателем своего участка, он платил за него лорду феодальную ренту, как правило, денежную. При передаче этого участка в наследство детям, продаже или обмене он был обязан испрашивать разрешение на это у лорда и вносить определённую плату. Так в условиях повышения стоимости шерсти землевладельцы стали повышать ренты и другие платежи, что приводило к слому традиционных форм наследственного держания. По словам Гаррисона, автора «Описания Британии», опубликованного в 1578 г., «лендлорды удваивали, утраивали, иногда раз в семь увеличивали плату за допуск крестьян к владению при получении наследства, принуждая копигольдеров за всякий пустяк расплачиваться большими штрафами и потерей держания».
Экспроприированные земли отгораживались от наделов, оставленных крестьянам, — отсюда название. Экспроприации подвергались и пахотные земли. Знаменитая цитата из «Утопии» Томаса Мора (1516) гласит: «Ваши овцы. Обычно такие тихие, питающиеся так скудно, ныне, как говорят, стали такими прожорливыми и неукротимыми, что поедают даже людей, опустошают и разоряют поля, дома, города» («овцы стали пожирать людей»). За год до этого актом 1515 года превращение пахотной земли в пастбище было объявлено правонарушением, однако все эти законодательные попытки не могли остановить огораживаний.
Карл Маркс обратился к вопросу огораживания в первом томе «Капитала», где в главе 24 «Так называемое первоначальное накопления капитала» рассматривает эту проблему как экспроприацию земли у крестьян. По его оценке:
Крупные феодалы, стоявшие в самом резком антагонизме к королевской власти и парламенту, создали несравненно более многочисленный пролетариат, узурпировав общинные земли и согнав крестьян с земли, на которую последние имели такое же феодальное право собственности, как и сами феодалы. Непосредственный толчок к этому в Англии дал расцвет фландрской шерстяной мануфактуры и связанное с ним повышение цен на шерсть. Старую феодальную знать поглотили великие феодальные войны, а новая была детищем своего времени, для которого деньги являлись силой всех сил. Превращение пашни в пастбище для овец стало лозунгом феодалов.
Процесс огораживаний продолжался до начала XIX века, с 1760-х годов определяясь в основном актами парламента. Лишённые наделов крестьяне превращались в наёмных сельскохозяйственных рабочих. Многие из бывших общинников, утратив не только землю, но и жилище, становились бродягами и нищими — пауперами, это приводило к депопуляции деревни. Дальнейший толчок огораживаниям дала Английская реформация, в ходе которой монастырские крестьяне были согнаны с конфискованных в казну церковных земель. Эксцессы огораживаний неоднократно осуждались правительством и церковью, в том числе законодательно; правительство создавало комиссии по борьбе с огораживаниями. Огораживания вызвали многочисленные крестьянские волнения (начиная с восстания Роберта Кета в 1549 г.).
Несколько иная оценка огораживаниям даётся в своём научном труде Игнатием Гранатом. В качестве главной причины обезлюдивания деревни называется распространение чёрной смерти. Результатом эпидемии становится дефицит рабочей силы и снижение спроса на аренду, что стимулирует крупных землевладельцев снижать стоимость аренды своих земель. Автор отмечает распространение на практике аренды крестьянами земельных участков у разных землевладельцев, что способствует развитию средних по размерам фермерских хозяйств. Данное явление позволяло крестьянам снижать риски потери всего капитала при распространении болезней среди овец, и восполнять утраченные стада из других ферм, в отличие от хозяйств крупных землевладельцев, когда в случае болезни погибало всё стадо с потерей всего капитала, восполнить целиком который было крайне сложно. Таким образом снижение стоимости аренды на землю, повышение стоимости труда в результате обезлюдивания английской деревни после чёрной смерти предопределило складывание в сельском хозяйстве среднего класса, направившего в дальнейшем свои капиталы заработанные на овцеводстве в городскую торговлю и промышленность.

## В Шотландии
В Шотландии явления, аналогичные английскому огораживанию, пришлись на вторую половину XVIII и первую половину XIX века. В шотландской историографии они именуются «очистками» горной и низинной Шотландии (соответственно, Highland Clearances и Lowland Clearances), так как привели к массовому оттоку населения из глубины страны на побережье. Опустевшие горные долины отдавались главами кланов под выпас овец, тогда как их клиенты и арендаторы, будучи перемещены на побережье, зарабатывали на жизнь рыбной ловлей и сбором водорослей. Многие тысячи обнищавших после переселения шотландцев предпочли эмигрировать в заокеанские колонии, преимущественно в Канаду и Австралию.

## На Острове Пасхи
Последним оплотом официальной политики огораживания в ущерб местному автохтонному населению стал остров Пасхи, где её проводили европейские миссионеры XIX века, а c 1903 года шотландская овцеводческая компания «Уильямсон-Балфур». В 1953 году правительство республики Чили отказалось продлевать лицензию, разрешавшую деятельность компании.